# Општина Шендрени (Галац)
Шендрени (рум. Şendreni) општина је у Румунији у округу Галац.
Oпштина се налази на надморској висини од 13 m.